# 金敬迈
金敬迈（1930年8月17日—2020年3月15日），江苏南京人，中国军旅作家，著有长篇小说《欧阳海之歌》。

## 生平
1930年8月17日出生于江苏南京。父亲是邮电部门的小职员。六岁时全家迁居湖北汉口，开始上小学。1937年七七事变后，流亡衡阳、沅江、常德、宜昌、万县、重庆等地。父亲不久病逝，他只得靠卖烧饼油条和擦皮鞋维持生计。
1949年高中毕业后，金敬迈在武汉参加中国人民解放军，从事部队文艺工作，先后担任秧歌剧、舞蹈及话剧演员。1958年起开始从事业余创作，改编并创作了一些话剧剧本。1962年调任广州军区战士话剧团，任创作员。1964年根据烈士欧阳海的英雄事迹，创作了长篇小说《欧阳海之歌》，1965年7月在上海《收获》杂志第四期发表，同年10月由解放军文艺出版社出书，第一版印了十五万册。这本书一时间轰动全国，金敬迈也一夜成名。1967年5月1日，他在天安门城楼受到了毛泽东、林彪的接见。同月任中央文革文艺组组长，主持原文化部的工作。同年因“收集中央领导同志黑材料”和“趁主席南巡时，阴谋进行绑架”两项罪名被捕，1968年被投入秦城监狱。1975年5月获释，下方到河南许昌部队农场劳动。1976年10月回到广州。1978年在广州军区司令部大礼堂获平反，恢复名誉。1979年春，参加中越战争。战场归来之后，创作了剧本《铁甲〇〇八》，1981年春节在中国上映。
金敬迈还将自己的经历写成自传体小说《好大的月亮好大的天》，2002年1月由中国电影出版社出版，获2001年度中国作家大红鹰文学奖。2003年创作关于抗击非典的长篇报告文学《好人邓练贤》，获广东省委人民日报两个征文一等奖及广东省第七届鲁迅文艺奖。
2010年12月，获广东省首届文艺终身成就奖。2020年3月15日15时20分，在广州逝世。